# Стычка при Эш-Крик
Стычка при Эш-Крик (англ. Battle of Ash Creek) — сражение между лакота и армией США во время Войны за Чёрные Холмы произошедшее 18 декабря 1876 года на территории современного округа Мак-Кон.

## Предыстория
После сражения при Сидар-Крик люди Сидящего Быка потеряли большое количество припасов и снаряжения. 27 октября более 400 типи, около 2000 человек, в основном миннеконжу и итазипчо, официально сдались Майлзу и вернулись в свои резервации. Полковник всеми способами пытался ускорить окончание войны с индейцами. 19 ноября он разделил свою команду, чтобы более тщательно провести разведку. Лично он возглавил командование шестью ротами, поставив во главе оставшихся сил капитана Саймона Снайдера. Майлз должен был выступить прямо к Блэк-Бьюттс, в то время как Снайдер исследует юг и запад, а затем, по прошествии нескольких дней встретится с Майлзом.
Следующую неделю полковник провёл в поисках враждебных индейцев. 25 ноября Майлз попытался переправиться через Миссури возле её слияния с рекой Масселшелл, где течение было быстрым, а по реке плыло большое количество льда, но его действия не принесли результата. 27 ноября лейтенант Фрэнк Болдуин смог наладить переправу и начал переправлять людей на южный берег. В течение последующих трёх дней солдаты медленно переправлялись, пока наконец полковник не узнал, что выше по течению Миссури покрыта толстым слоем льда. Он решил отправиться вверх по реке к замёрзшему её участку и там завершить переправу. Задержка на реке явилась причиной того, что батальон Саймона Снайдера исчерпал все свои припасы и вынудил капитана отойти к форту Кио, не встретившись с полковником. 29 ноября Майлз узнал, что Сидящий Бык находился не у Блэк-Бьюттс, а на востоке возле Ред-Уотер, и отрядил Болдуина с тремя ротами в погоню за ним. Цель лейтенанта заключалась в том, отрезать Сидящего Быка от реки Йеллоустон и Неистового Коня на юге и не дать ему уйти на север в Канаду.
4 декабря 1876 года Фрэнк Болдуин прибыл в форт Пек. Там он узнал, что вождь стоит лагерем к востоку от форта примерно в 24 км. Болдуин приказал доставить эту новость Нельсону Майлзу, но он сомневался, сможет ли полковник прибыть вовремя, чтобы оказать помощь. Лейтенант обеспечил своих 112 солдат и офицеров запасом провизии и патронов и 6 декабря покинул форт Пек. Не захватив враждебных индейцев, войско Болдуина, изможденное и обмороженное, одолев более 117 км менее чем за двое суток, вернулось в форт. Дав солдатам отъесться и отоспаться на протяжении трёх дней, Болдуин рассадил их по фургонам и снова выступил на восток вдоль Миссури в погоню за Сидящим Быком. 17 декабря он дал своим солдатам отдохнуть, пока скауты разведывали окрестности. Один из скаутов, Джо Калбертсон, обнаружил лагерь индейцев в 32 км от войска Болдуина.

## Стычка
Фрэнк Болдуин снялся с лагеря в 7 часов утра 18 декабря и двинулся на восток, а затем на юг, чтобы избежать обнаружения. К двум часам дня его войско уже находилось всего в 6 км от лагеря Сидящего Быка. Большинство воинов отсутствовали в селении, отправившись на охоту. Болдуин приказал атаковать индейскую стоянку. Одна рота солдат шла стрелковой цепью впереди фургонов, вторая — по обе стороны от них, и небольшой арьергард позади.
Лакота заметили людей Болдуина, и те из воинов, кто оставались в лагере, попытались взять в кольцо обоз, чтобы отвлечь внимание солдат от спасавшихся бегством женщин, стариков и детей. Выстрелы из гаубицы рассеяли индейцев. Пехота ворвалась в лагерь ведя интенсивный огонь и вынуждая лакота отойти. В очередной раз враждебные индейцы остались без провизии и имущества, они потеряли 60 лошадей и мулов, 90 типи и одного человека убитым.
Пройдя небольшое расстояние до водораздела между Миссури и Йелоустоном, войско Болдуина разбило лагерь, окружив его брустверами. Фургоны поставили в круг, соорудив таким образом загон для мулов. Температура сильно понизилась, и захваченные бизоньи накидки были распределены между солдатами. Ночью более 400 индейских воинов обстреляли лагерь, но никто из солдат не пострадал. На следующее утро Болдуин приказал перестрелять захваченных животных и отряд выступил на юг к форту Кио на соединение с полковником Майлзом.

## Итоги
Майлз признал действия Болдуина удачными и остался доволен его успехом. В январе 1877 года Сидящий Бык посетил лагерь Неистового Коня на реке Тонг, сообщив, что собирается уйти в Канаду. Сражение при Эш-Крик стало последним для вождя хункпапа во время войны за Чёрные Холмы, устав от преследования американской армии, он со своими людьми пересёк границу. Вместе с ним ушли миннеконжу Чёрного Орла, оглала Большой Дороги и итазипчо Пятнистого Орла.
Из-за недостатка пропитания, бежавшие в Канаду сиу, были вынуждены пересекать границу Соединённых Штатов, чтобы охотиться на бизонов, и 17 июля 1879 года Сидящий Бык и Нельсон Майлз снова столкнулись в сражении на реке Милк.